# NETS
NETS, como se conoce a la Red de Transferencias Electrónicas (en inglés: Network for Electronic Transfers), es un proveedor de tarjetas para servicios financieros de pago electrónico de Singapur. 

## Historia
Fundado el 18 de enero de 1986 por un consorcio de bancos locales, tiene como objetivo establecer la red de débito e impulsar la adopción de pagos electrónicos en Singapur. Es propiedad de DBS Bank, OCBC Bank y United Overseas Bank (UOB).
El Grupo NETS (comprende NETS, BCS y BCSIS) ofrece un conjunto completo de pagos y servicios de procesamiento financiero, incluidos los pagos de débito y crédito directos en el punto de venta (NETS) y en línea (eNETS), pagos móviles (NETSPay), servicios de tarjeta (CashCard, tarjeta FlashPay), transferencia electrónica de fondos (FAST, Paynow, GIRO) y soluciones de pago y compensación (Real-Time Gross Settlement, Check Truncation System). NETS también es miembro de la Red Asiática de Pagos (Asian Payment Network o APN) y miembro del consejo de Internacional UnionPay.
El 27 de junio de 1985, NETS se presentó por primera vez al público como un proyecto piloto de 2 meses en el que participaron 10.000 titulares de tarjetas de cajero automático de los cinco bancos locales DBS Bank, OCBC Bank y United Overseas Bank a través de 64 terminales instaladas en las oficinas gubernamentales participantes, supermercados, grandes almacenes y quioscos de gasolinerias. El servicio permitió a 1.3 millones de titulares de tarjetas de cajero automático realizar transacciones a través de la red NETS inicialmente en 195 terminales ubicadas en varios puntos de venta minorista y en 1993 el gasto de los consumidores a través de NETS alcanzó los 1140 millones de dólares singapurenses.

## Transporte
Es posible usar la tarjeta NET para el transporte, en autobuses y trenes públicos singapurenses.
La tarjeta tiene un período de validez de cinco años y la misma se indica en el reverso de la tarjeta.

## Galería

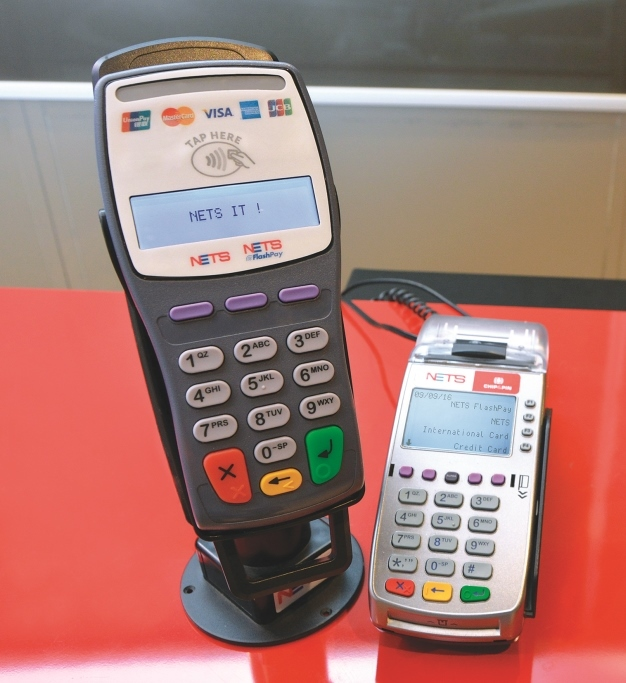
NETS punto de venta
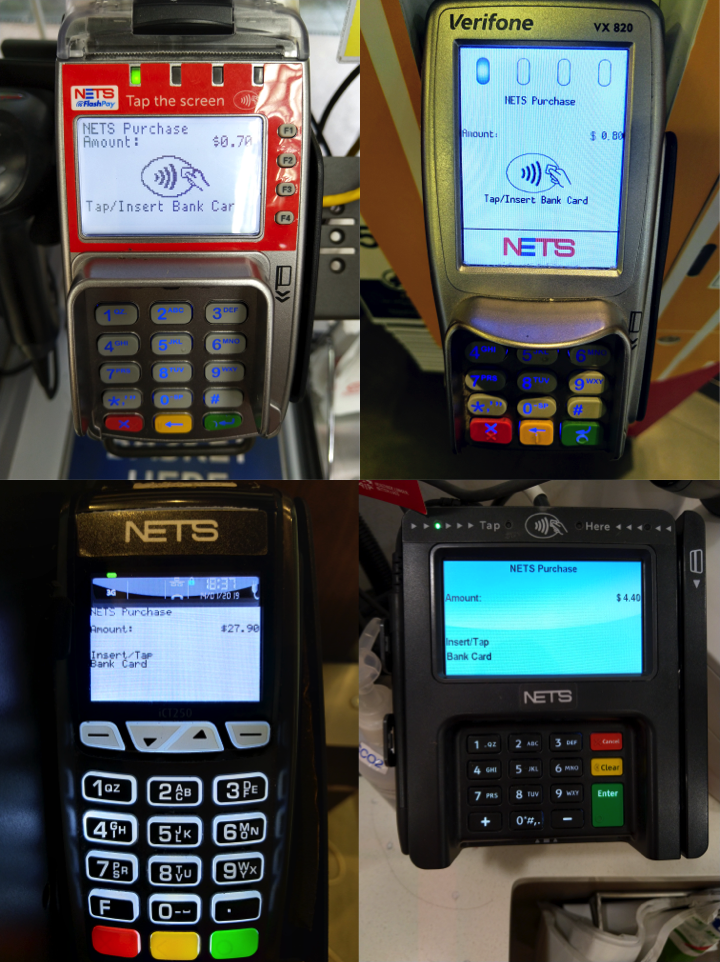
NETS terminales débito
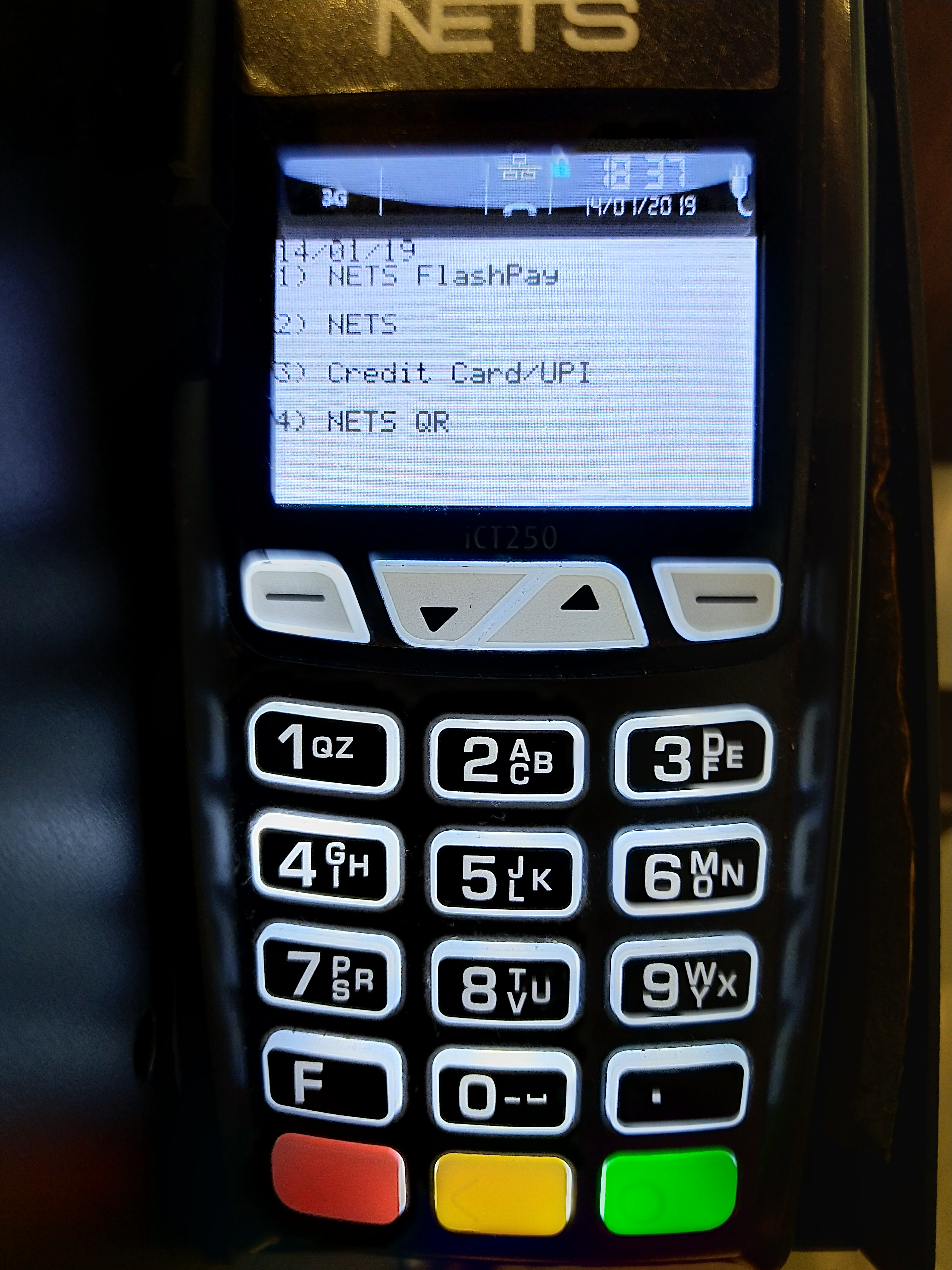
NETS pantalla menú.
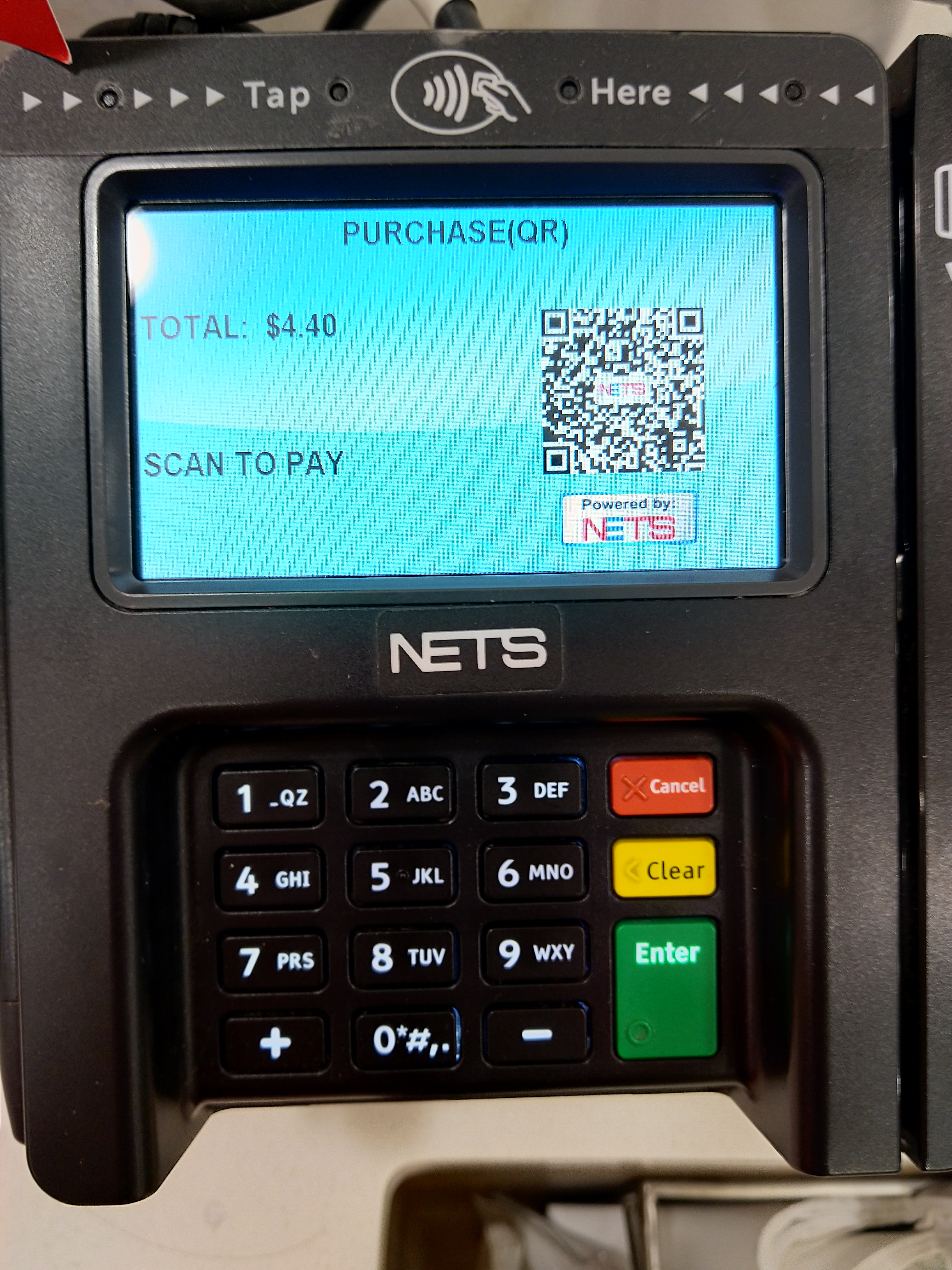
NETS terminal QR